# The N
The N (Noggin) war ein Programmblock auf dem US-Fernsehsender Noggin bzw. ein amerikanischer Sender (ersetzte den Schwestersender Nick GAS). Gestartet ist der Programmblock am 1. April 2002 auf dem Sendeplatz vom Sender Noggin. Ende 2007 beschloss MTV Networks, dass The N und Noggin jeweils einen Sendeplatz bekommen. Noggin ist geblieben und The N zog auf den Sendeplatz des Schwestersenders Nick GAS um, der dadurch eingestellt wurde. Der Slogan, bis zur Einstellung, war TV for Teens (dt.:TV für Teens). Durch die internationale Neuausrichtung der Nickelodeon-Senderfamilien durch Viacom wurde am 28. September 2009 der Sender in TeenNick umbenannt.

## Umbenennung in TeenNick
Am 28. September 2009 wurde der Sender dann in TeenNick umbenannt. Die letzte Sendung vor der Umstellung war Sabrina – Total Verhext!. Die Umstellung erfolgte dann um 6:00 Uhr, jedoch wurde schon einige Tage vorher die Umstellung auf dem Sender angekündigt.

## Sendungen
- Der Prinz von Bel-Air
- Just Jordan
- Pete & Pete
- True Jackson
- Zoey 101